# Crown (bài hát của TXT)
"Crown" (Tiếng Hàn: 어느 날 머리에서 뿔이 자랐다; RR: Eoneu nal meori-eseo ppuri jaratda, lit. "Một ngày nọ, một cái sừng mọc ra từ đầu tôi") (cách điệu trong tất cả các chữ hoa) là một bài hát được ghi âm bởi nhóm nhạc nam Hàn Quốc TXT làm đĩa đơn chính trong extended play đầu tay của họ tại Hàn Quốc (EP) The Dream Chapter: Star. Nó được phát hành vào ngày 4 tháng 3 năm 2019, thông qua Big Hit Entertainment và Republic Records.

## Bối cảnh và phát hành
Tomorrow x Together (TXT) được thông báo vào tháng 1 năm 2019 sẽ ra mắt với tư cách là nhóm nhạc đầu tiên của Big Hit kể từ BTS. Big Hit đã bắt đầu đăng các đoạn teaser trên YouTube vào cuối tháng Hai.

## Lời bài hát
Ca từ của bài hát mô tả một cậu bé thức dậy vào một ngày với chiếc sừng trên đầu rồi bắt đầu ghét bản thân và rút lui khỏi những người khác. Sau đó, anh gặp một nhân vật khác, người có đôi cánh trên lưng và học cách yêu bản thân. Ban nhạc đã mô tả bài hát là về những nỗi đau đang lớn của tuổi dậy thì và tuổi vị thành niên.

## Video âm nhạc
Video của bài hát được phát hành vào ngày 4 tháng 3 năm 2019 và do Oui Kim làm đạo diễn. Nó đã vượt qua 14,4 triệu lượt xem trong 24 giờ đầu tiên, lập kỷ lục về thời gian ngắn nhất trong số các tân binh ra mắt năm đó. Phiên bản vũ đạo của video đã được phát hành vào ngày 18 tháng 3 năm 2019.

## Thu nhận
Bài hát được khen ngợi vì âm thanh "tươi mới và tràn đầy năng lượng" và ca từ ý nghĩa. Ngoài ra, nhóm đã phá kỷ lục về tiết mục nhanh nhất đạt vị trí đầu tiên trên Bảng xếp hạng các bài hát Billboard's World Digital Songs Chart.

## Tín dụng và nhân sự
Bản quyền thuộc về Tidal.
- TXT –  primary vocals
- Slow Rabbit  –  production, songwriting
- "Hitman" Bang  –  songwriting
- Mayu Wakisaka  –  songwriting
- Melanie Joy Fontana  –  songwriting
- Michel "Lindgren" Schulz  –  songwriting
- Supreme Boi  –  songwriting
- Phil Tan  –  mix engineering
- Bill Zimmerman  –  assistant mix engineering

## Bảng xếp hạng
| Bảng xếp hạng                      | Vị trí thứ hạng |
| ---------------------------------- | --------------- |
| New Zealand (Recorded Music NZ)    | 29              |
| South Korea (Gaon)                 | 86              |
| South Korea (K-pop Hot 100)        | 21              |
| US World Digital Songs (Billboard) | 1               |

## Giải thưởng
| Năm  | Cơ quan          | Giải thưởng                          | Kết quả   | Ref.   |
| ---- | ---------------- | ------------------------------------ | --------- | ------ |
| 2019 | BreakTudo Awards | Best International Debut Music Video | Đoạt giải | [ 11 ] |

| Chương trình  | Ngày             | Ref.   |
| ------------- | ---------------- | ------ |
| The Show      | 12 tháng 3, 2019 | [ 12 ] |
| M Countdown   | 14 tháng 3, 2019 | [ 13 ] |
| Show Champion | 20 tháng 3, 2019 | [ 14 ] |